# Parti nazi américain
Pour les articles homonymes, voir ANP.

Drapeau du Parti nazi américain.

Le Parti nazi américain (en anglais, American Nazi Party ou ANP) est un parti politique américain néonazi fondé le 8 mars 1959 par George Lincoln Rockwell. Il avait son siège à Arlington, en Virginie (États-Unis). L'organisation fonde son idéologie principalement sur les principes et la politique du Parti national-socialiste des travailleurs allemands, le parti nazi de l’Allemagne du Troisième Reich.

## Historique
Durant les années 1960, le parti militait surtout contre le Mouvement des droits civiques et George Lincoln Rockwell croyait que Martin Luther King était le leader d'un complot communiste pour infiltrer l'Amérique.
Il s'allia notamment à la Nation  of Islam vers 1961, mais le parti est vite venu à croire que le Ku Klux Klan serait inefficace dans leur lutte contre ce qu'ils appelaient la « révolution noire ».
En 1962, le parti aide à fonder la World Union of National Socialists au Royaume-Uni avec Colin Jordan. 
En 1964, Rockwell s'est présenté en tant que président des États-Unis et reçut 212 voix en tant que candidat inscrit. 
En 1965, il se présenta en tant que gouverneur de Virginie et reçut 5 730 voix. 
Vers 1966, Rockwell commença à s'engager contre le mouvement hippie, qu'il appelait peace creeps, surnom donné pour leur attitude pacifique face à la guerre du Vietnam. 
En janvier 1967, le parti est renommé Parti national socialiste du peuple blanc (NSWWP). 
Après l'assassinat de George Lincoln Rockwell en 1967, par John Patler, un ancien membre de son propre parti, le groupe est repris par Matthias Koehl, et ses quartiers généraux sont relocalisés au 2507 North Franklin Road, Arlington Virginie en 1968. 
De nombreux membres étaient mécontents de la manière dont Matt Koehl dirigeait le parti, et donc une partie d'entre eux, comme William Luther Pierce ou Frank Collin fondèrent leur propre organisation. 
À l'occasion du Labor Day de 1979, Koehl a supprimé la branche paramilitaire des Stormtroopers, action très impopulaire auprès d'un nombre important de membres. 
Le 3 novembre 1979, avec quelques membres du Ku klux klan, des membres du parti sont impliqués dans la tuerie de Greensboro, qui fit 5 victime communistes. 
En janvier 1983, Matt Koehl de plus en plus tourné vers le mysticisme nazi, et influencé par Savitri Devi, créa sa nouvelle organisation le New Order à New Berlin au Wisconsin, avec quelques disciples, succédant concrètement au parti.

## Renaissance du parti
Le parti nazi américain a depuis 2014 son siège à Eastpointe (Michigan)[Quoi ?] et est présidé par Rocky Suhayda (en), qui affirme continuer l'œuvre de Rockwell. Anciennement, il s'appelait European-American Education Association (Association pour l'éducation des Euro-Américains). Le parti a pour slogan : « Il faut assurer l'existence de notre peuple ainsi qu'un avenir pour les enfants blancs » (« We must secure the existence of our people and a future for white children »), reprenant les « quatorze mots » de David Lane.
Ce parti était durant les années 1960 sous la surveillance du FBI, notamment par le biais de l'opération COINTELPRO. Il ne dispose d'aucun élu.

## Anciens membres notables
- Frank Collin, fondateur du Parti national-socialiste américain (en)
- David Duke qui fut membre avant de se joindre au Ku Klux Klan[5]
- William Luther Pierce, fondateur de l'Alliance nationale
- Joseph Tommasi qui sera expulsé du parti en 1973
- Daniel Burros, aussi affilié au Ku Klux Klan